# 2010 KQ
2010 KQ は、2010年に発見された地球近傍天体である。天然の小惑星ではなく人工物（ロケットの残骸）と考えられている。

## 特徴
2010年5月16日、アメリカ・アリゾナ州で行われていたカタリナ・スカイサーベイによって地球近傍の小天体が発見され、2010 KQ という仮符号が与えられた。この天体は地球と併走するような軌道で太陽を公転しており、5月21日に月軌道のすぐ外側まで地球に接近した後、次第に距離を広げていった。
2010 KQ の絶対等級は28.9で、これは数メートル級の天体に相当する。また、観測されたスペクトルはどの小惑星のスペクトル型にも属さない特異なものだったことから、2010 KQ は天然の天体ではなく、宇宙探査機を地球の重力圏から脱出させるのに用いられたロケットの上部ステージである可能性が高いとされている。英国天文学協会 (BAA) のリチャード・マイルズは、2010 KQ は1974年10月28日にソ連の月探査機ルナ23号の打ち上げに使用されたプロトンロケットの第4段だと考えている。
2010年以降、2010 KQ は地球から離れていくが、2036年に再接近する。2010年5月時点の推計では、2036年から以後30年の期間に、2010 KQ は6%の確率で地球に衝突すると見積もられている。ただし、この天体のサイズは地球への大気圏突入に耐えられるものではなく、仮に地球に衝突した場合でも地上に落下して大きな被害を及ぼすとは考えられていない。
2010年8月までに、2010 KQ はジェット推進研究所の小天体データベースから除去されている。